# 金星2C號
蘇聯第五臺嘗試探測金星之探測器。金星2C號在西方又被稱為史潑尼克21號。為金星計劃的一員。經由閃電號運載火箭發射至低地球軌道，但第三節發生爆炸，星箭具毀。這艘探測器原本被美國海軍航太空司令部定名為史潑尼克25號，後來的史潑尼克25號為月球4C號。